# Bányászbrigád
A bányászbrigád az 1956-os forradalomban a Széna téri ellenállócsoport I. százada volt.
Nevét onnan kapta, hogy sok bányász foglalkozású ellenálló tagja volt. A bányászbrigád jelentős részben ÁVH-sok begyűjtésével foglalkozott és ez hozzájárult ahhoz, hogy tagjai a forradalmat követő megtorlás során az ún. Bányász-perben súlyos ítéleteket kaptak.
Parancsnoka kezdetben Rusznyák László (később, november 2-ától Bán Róbert, a Széna tériek helyettes parancsnoka), a helyettese és a valódi irányító Czimmer Tibor volt. Mindhármukat halálra ítélték és kivégezték 1957. november 29-én.